# Gordonia
Gordonia é um género botânico pertencente à família Theaceae.